# Shurton
Shurton – przysiółek w Anglii, w Somerset. W latach 1870–1872 osada liczyła 131 mieszkańców.